# Fornebodasjön
Fornebodasjön är en sjö i Olofströms kommun i Blekinge och ingår i Skräbeåns huvudavrinningsområde. Sjön är 7,7 meter djup, har en yta på 0,105 kvadratkilometer och är belägen 128,3 meter över havet.

## Delavrinningsområde
Fornebodasjön ingår i det delavrinningsområde (624875-142278) som SMHI kallar för Mynnar i Snövlebodaån. Medelhöjden är 135 meter över havet och ytan är 30,86 kvadratkilometer. Det finns inga avrinningsområden uppströms utan avrinningsområdet är högsta punkten. Vattendraget som avvattnar avrinningsområdet har biflödesordning 3, vilket innebär att vattnet flödar genom totalt 3 vattendrag innan det når havet efter 41 kilometer. Avrinningsområdet består mestadels av skog (64 procent), öppen mark (12 procent) och jordbruk (12 procent). Avrinningsområdet har 1,27 kvadratkilometer vattenytor vilket ger det en sjöprocent på 4,1 procent. Bebyggelsen i området täcker en yta av 1,05 kvadratkilometer eller 3 procent av avrinningsområdet.